# Гуцисько (гміна Стравчин)
Гуцисько (пол. Hucisko) — село в Польщі, у гміні Стравчин Келецького повіту Свентокшиського воєводства.
Населення — 450 осіб (2011).
У 1975-1998 роках село належало до Келецького воєводства.

## Демографія
Демографічна структура на день 31 березня 2011 року:
|          | Загалом | Допрацездатний вік | Працездатний вік | Постпрацездатний вік |
| -------- | ------- | ------------------ | ---------------- | -------------------- |
| Чоловіки | 213     | 40                 | 161              | 12                   |
| Жінки    | 237     | 62                 | 141              | 34                   |
| Разом    | 450     | 102                | 302              | 46                   |